# Klejnárka
Die Klejnárka ist ein linker Zufluss der Elbe in Tschechien.

## Verlauf
Die Klejnárka entspringt als Janský potok südöstlich des Ortsteiles Dědice der Gemeinde Petrovice I in 516,5 m. ü. M. in der Böhmisch-Mährischen Höhe.
An ihrem in nördliche Richtungen führenden Lauf liegen die Orte Dobrovítov, Čejkovice, Zbýšov und Opatovice. Bei Hraběšín windet sich der Bach in der Krchlebská dubina durch ein Felsental. Bei Chedrbí fließt der Paběnický potok zu, ab dessen Einmündung führt das Gewässer die Bezeichnung Klejnárka.  Über Vodranty, Krchleby und Močovice führt der weitere Lauf westlich an Čáslav vorbei. Der weitere Lauf führt über Třebešice, Církvice, Jakub, Ovčáry, Nové Dvory, Malín und Hlízov östlich an Kutná Hora vorbei. Hier verlässt die Klejnárka die Böhmisch-Mährische Höhe und fließt an Starý Kolín vorbei über den südöstlichen Teil der Böhmischen Tafel. Gegenüber von Tři Dvory mündet der Fluss nach 40,3 km in einer Höhe von 193,6 m. ü. M. in die Elbe. Das Einzugsgebiet des Flusses beträgt 350 km².

## Zuflüsse
- Krchlebský potok (l), Opatovice
- Senetínský potok (l), Doudovský mlýn
- Vranidolský potok (r), Doudovský mlýn
- Paběnický potok (l), Chedrbí
- Medenický potok (l), Vodranty
- Olšanský potok (l), Třebešice
- Křenovka (l), Církvice
- Vrchlice (l), Nové Dvory